# El Observador (San José)
El Observador es un periódico bilingüe en español e inglés con sede en San José, California. Se distribuye desde 1980 para el Norte de California los fines de semana, principalmente en San José y San Francisco.
El periódico no es como otros periódicos bilingües con textos en español y seguidamente su traducción en inglés, ya que unas noticias son en español, y otras en inglés.